# Herálec (okres Žďár nad Sázavou)
Herálec (německy Heraletz) je obec v okrese Žďár nad Sázavou v kraji Vysočina. Žije zde přibližně 1 300 obyvatel.
Obcí protéká řeka Svratka, podél níž se středem dřívějšího neregulovaného (a dnes již neexistujícího) koryta Svratky (regulace provedena roku 1964) klikatí historická zemská hranice, která rozděluje obec na českou a moravskou část (dříve samostatné osady Český Herálec a (moravský) Herálec byly spojeny v roce 1951). Současné katastrální hranice mezi Herálcem a Českým Herálcem, či mezi Českým Herálcem a Kocandou se však již neshodují s původní zemskou hranicí, nýbrž sledují silně napřímené říční koryto.

## Název
Původní název vesnice bylo Herharts, jeho základem bylo osobní jméno Herhart a znamenalo "Herhartova" (tj. ves). Do češtiny bylo název přejato zprvu jako Heralc, z nepřímých pádů (do Heralce, v Heralci) vznikl nový první pád Heralec (délka je pozdější).

## Historie
Moravská osada Herálec byla založena pravděpodobně v roce 1279 Heraltem z Obřan, jehož otec Boček z Obřan založil v roce 1252 při libické stezce žďárský cisterciácký klášter. První písemná zmínka o Moravském Herálci pochází z roku 1366, kdy byl řešen spor o hranice mezi klášterním majetkem a novoměstským panstvím. Další záznam z roku 1496 potvrzuje koupi Herálce Vilémem z Pernštejna. O Herálci píše i Bohuslav Balbín ve svém encyklopedickém díle Miscellanea historica regni Bohemiae, a to v kapitole O významných českých horách. K 6. březnu 1949 (dle Úředního listu až 1. července 1950) se součástí obce stalo i katastrální území Kocanda, které předtím patřilo k obci Cikháj. Moderní obec Herálec pak vznikla k 1. lednu 1951 na základě údajně dobrovolného sloučení obcí Herálec a Český Herálec.

## Obyvatelstvo
| Rok            | 1869 | 1880 | 1890 | 1900 | 1910 | 1921 | 1930 | 1950 | 1961 | 1970 | 1980 | 1991 | 2001 | 2006 | 2013 |
| Počet obyvatel | 1763 | 1819 | 1824 | 1814 | 1905 | 1760 | 2448 | 1334 | 1335 | 1319 | 1254 | 1257 | 1259 | 1234 | 1308 |

## Školství
- Základní škola a Mateřská škola Herálec

## Sklárny
V okolí Herálce fungovaly v minulosti 4 skelné hutě. Nejstarší je zmiňována již v roce 1604. Nejspíše šlo o sklárnu, zvanou Mariánská huť, kde se vyrábělo tabulové sklo, od 2. poloviny 19. století i duté sklo různých barev. Sklárna pracovala až do roku 1914.

## Současnost
Autobusové spojení má Herálec na linkách Svratka–Žďár nad Sázavou, Svratka-Jihlava a Herálec–Hlinsko. Jsou zde potraviny, řeznictví, hostinec, pošta, sbor dobrovolných hasičů, fotbalový klub TJ Sokol Herálec a zdravotní středisko.
Významným zaměstnavatelem jsou podniky Anita a Domestav.

## Pamětihodnosti
- kostel sv. Kateřiny postavený v roce 1787. Původní kostel byl zmiňován již v roce 1587, v roce 1785 byl poškozen bleskem a došlo ke stavbě nového. V roce 1879 byly přestavěny jeho věže.
- kamenný most (zvaný Valenův) z roku 1856 klenutý ze tří oblouků spojující českou a moravskou část obce.
- dům čp. 42
- dům čp. 43

## Galerie

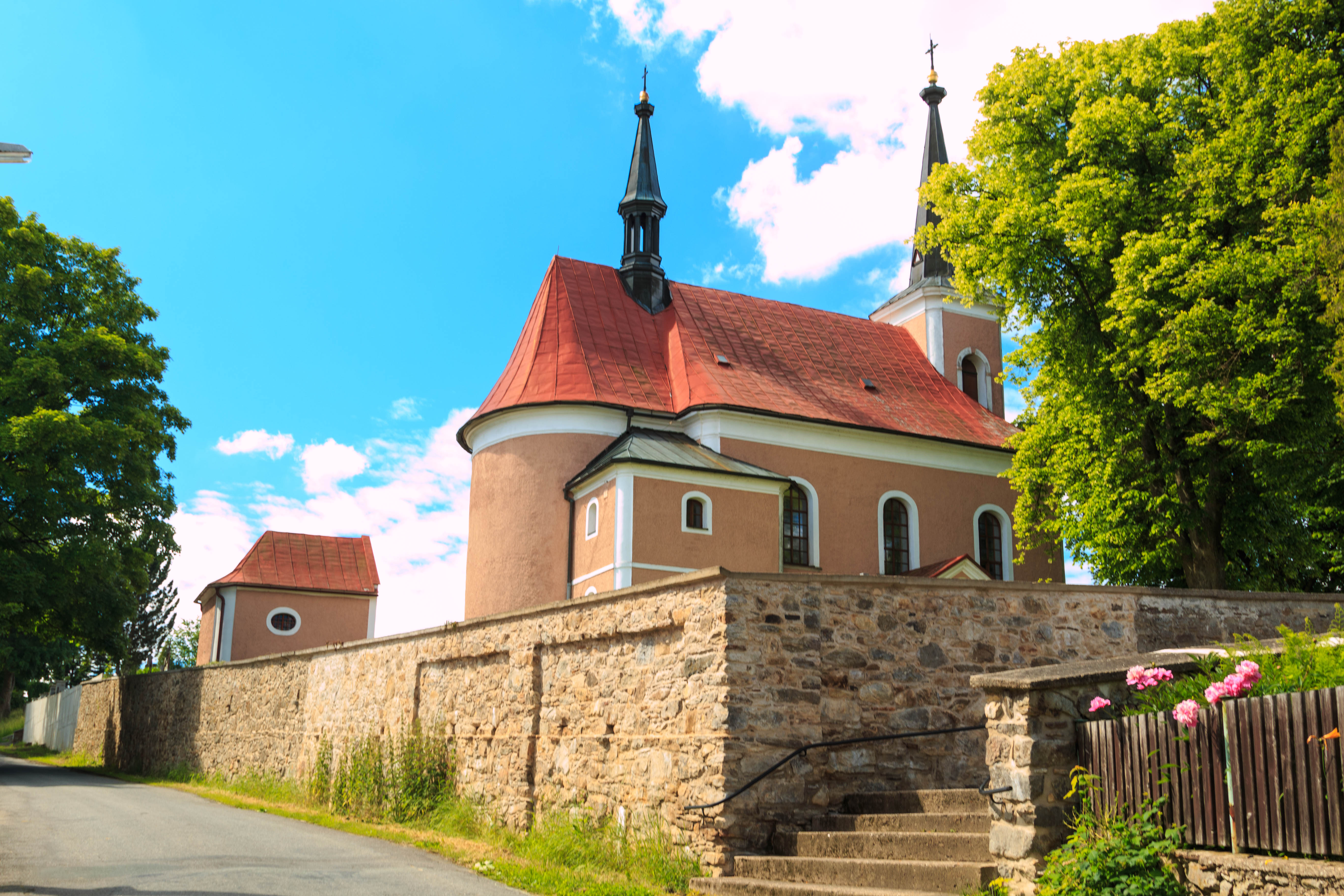
Kostel svaté Kateřiny
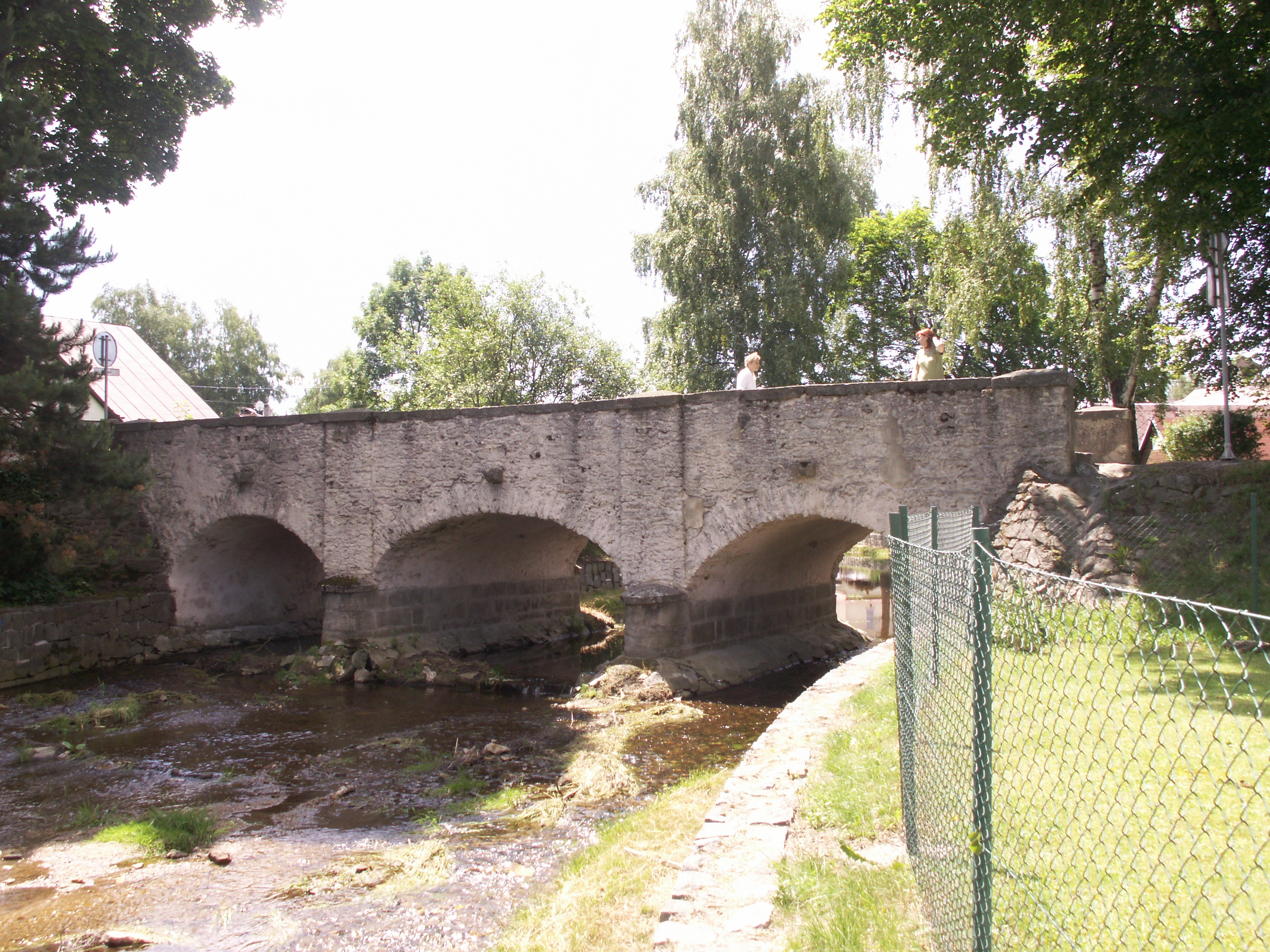
Valenův most

## Části obce

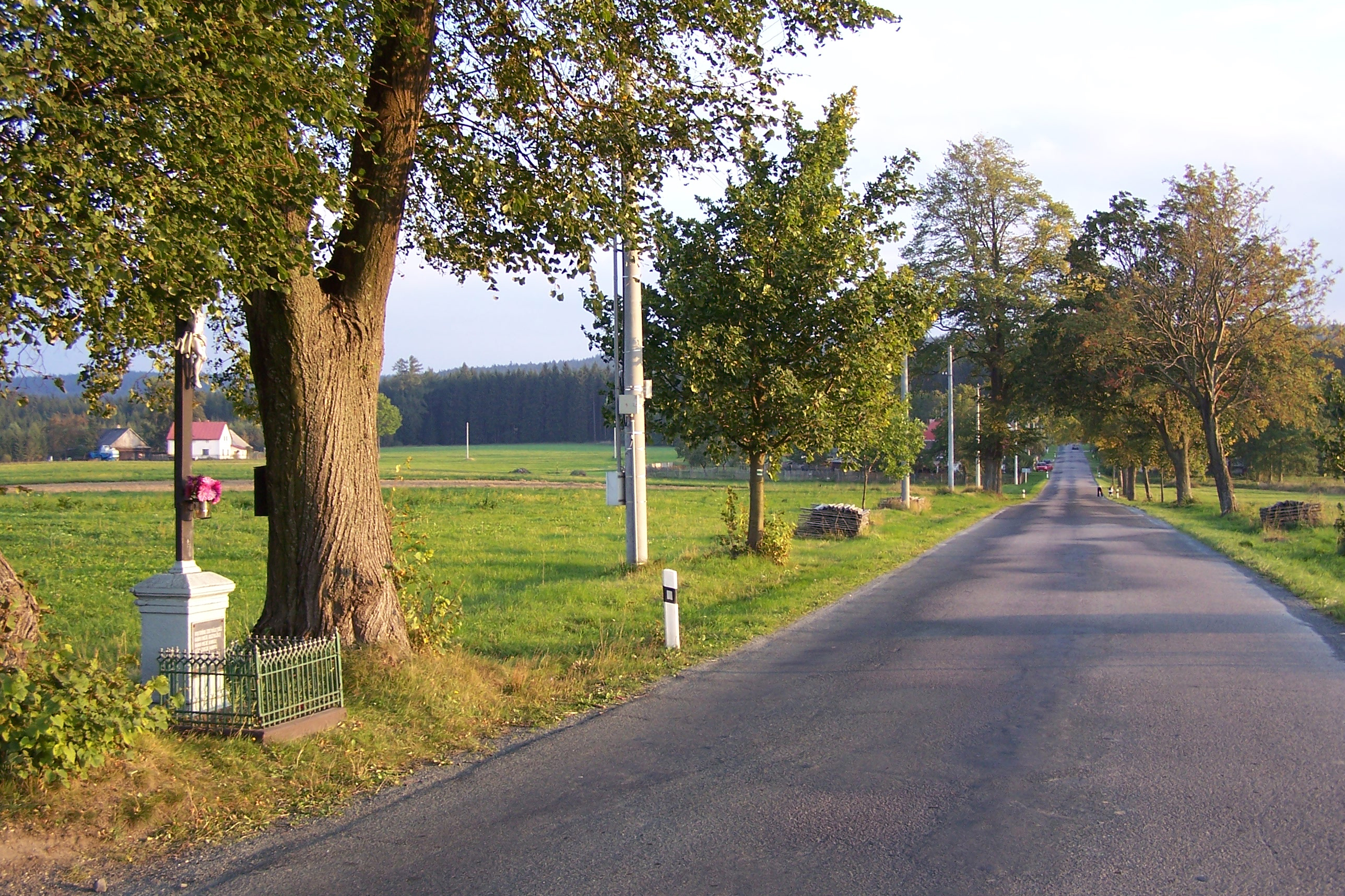
Kocanda při cestě od Herálce

- Herálec
- Brušovec
- Český Herálec
- Kocanda
- Kuchyně

## Významní rodáci
- František Hamák, výtvarník
- František Albert Libra (1891–1958), architekt a urbanista
- Jaroslav Polanský (1909–1970), malíř
- František Sláma (1923–2004), hudebník
- Antonín Starý (1878–1942), lékař a překladatel
- Jiří Tlustý, letecký akrobat